# Henschel Hs 117

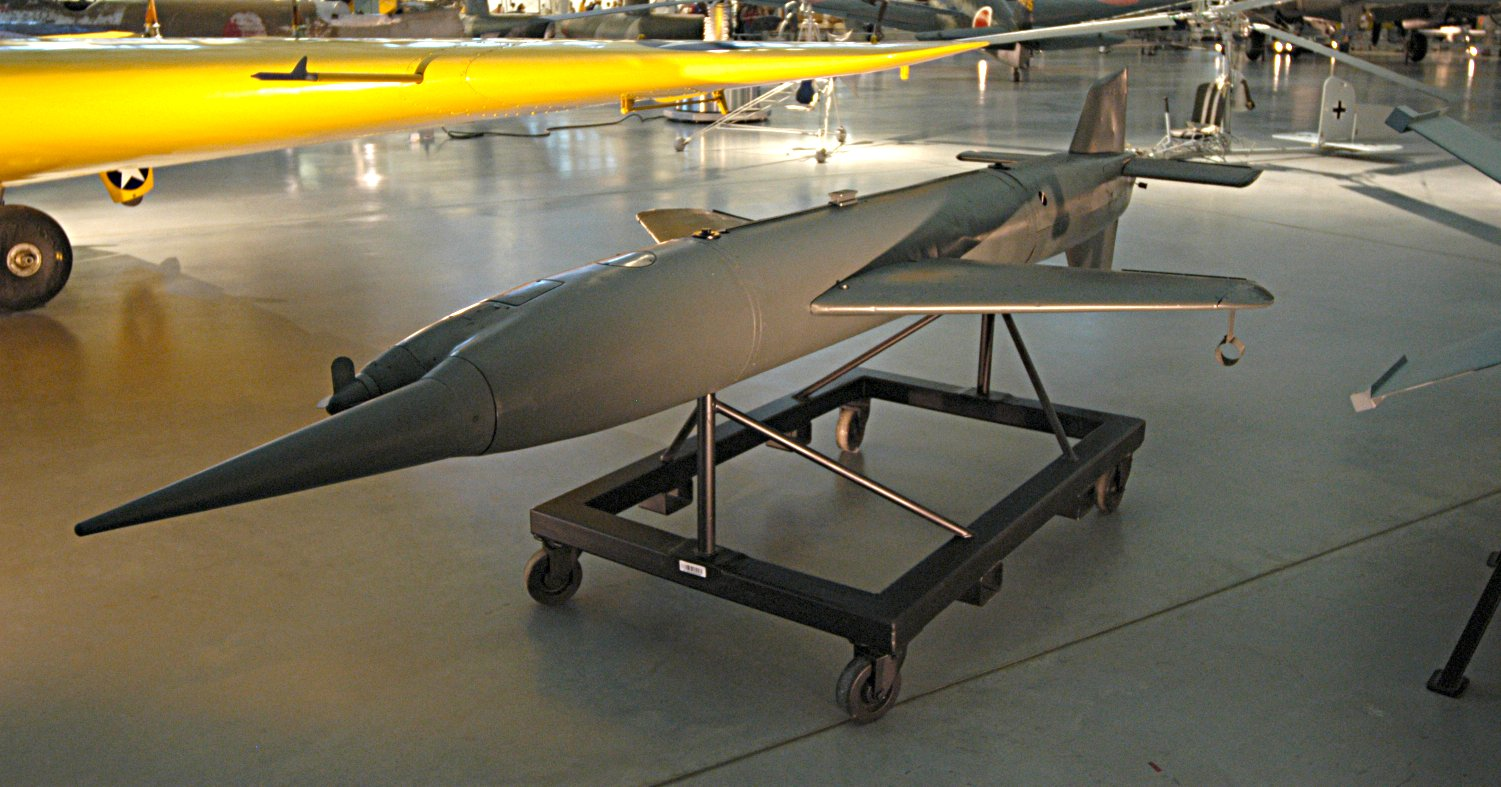
Hs 117 ohne Starthilfsraketen, im US National Air and Space Museum in Washington, D.C.

Die Henschel Hs 117 war eine deutsche Boden-Luft-Flugabwehrrakete des Zweiten Weltkriegs. Sie wurde von den Henschel Flugzeug-Werken entwickelt, gelangte allerdings nicht mehr zum Einsatz. Die Hs 117 trug den Beinamen Schmetterling und versprach geringe Herstellungskosten und gute Transportierbarkeit.

## Technik
Die Hs 117 hatte eine Länge von 4,29 m und eine Startmasse von 400 bis 450 kg. Sie besaß kurze gepfeilte Tragflächen und ein kreuzförmiges Leitwerk, so dass sie in ihrer konstruktiven Auslegung einem Flugzeug ähnelte. Der Rumpfbug war asymmetrisch und lief in zwei Spitzen aus. In der längeren war der 25 kg schwere Sprengkopf untergebracht; die kürzere trug an ihrer Spitze eine kleine Luftschraube, die vom Fahrtwind in Drehung versetzt wurde und einen zur Stromversorgung der Steuerung dienenden kleinen Generator antrieb.
Angetrieben wurde die Hs 117 von einem Flüssigkeitsraketenmotor. Der Start erfolgte von der Lafette einer umgebauten 3,7-cm-Flak. Für die ersten vier Sekunden brannten zusätzlich zwei Schmidding-Feststoffraketen, die als Starthilfsraketen oberhalb und unterhalb des Rumpfes angeordnet waren und später abgeworfen wurden.
Der Flugkörper wurde vom Bediener vom Boden aus beobachtet und über Funk in das Ziel gelenkt. Der Einsatz von Radar zur Steuerung war in der Diskussion. Außerdem wurde unter der Bezeichnung Hs 117H eine Luft-Luft-Variante getestet.
Für den Transport der Rakete wurde der Sonderanhänger 206 genutzt.

## Produktion
Die Entwicklung der Hs 117 begann bei Henschel im Jahr 1941, es fanden 59 Flugversuche statt, von denen 34 scheiterten. Nach anfänglicher Ablehnung wurde das Projekt durch das Reichsluftfahrtministerium Anfang 1943 angesichts der massiven Luftangriffe alliierter Bomber wieder aufgegriffen. Im Mai 1944 wurden 23 Flugkörper erfolgreich in Peenemünde getestet und im Dezember wurde die Serienfertigung beschlossen: Ab März 1945 sollten pro Monat zunächst 150, ab November 1945 3000 Stück gebaut werden. Im Januar 1945 wurde das Projekt jedoch durch SS-Obergruppenführer Hans Kammler beendet.

## Verbleib
Insgesamt wurden etwa 100 „Schmetterlinge“ gebaut, von denen drei erhalten sind.